# Verhexte Hochzeit
Verhexte Hochzeit ist eine deutsche Fantasy-Komödie von Regisseur Kaspar Heidelbach. Filmstart war am 24. September 2002. Der Film dauert 91 Minuten, einer anderen Angabe zufolge 100 Minuten.

## Handlung
Enno, ein ambitionierter Jungunternehmer, ist charmant, witzig, gut aussehend und ein chronischer Lügner. Damit ist er bisher gut gefahren, doch plötzlich häufen sich die Probleme. Der Ärger beginnt, als seine Kollegen die Zauberin Emily als Geburtstagsgeschenk organisieren. Enno fühlt sich von Emily magisch angezogen – aber da gibt es ja auch noch seine Langzeitfreundin und Verlobte Anna-Clara. Um Emily rumzukriegen, behauptet er, Anna-Clara sei seine Schwester. Natürlich findet Emily wenig später die Wahrheit heraus und warnt Enno: noch eine Lüge, und er wird dafür büßen. Doch der unverbesserliche Enno lässt sich nicht abschrecken. Dann sieht sich Enno plötzlich von einer Bande Mafiosi verfolgt, denn Ennos Geldgeber ist nicht mehr aufzutreiben. Und der schuldet der Mafia jede Menge, was Folgen hat.

## Bewertungen
- TV-Movie: Spaß, Spannung, Gefühl (je 2/3); Action, Erotik (je 0/3)[2]
- Cinema:[3] Redaktion: 50 % (mittelmäßig); Humor (2/3); Spannung, Action (je 1/3); Anspruch, Erotik (je 0/3)